# Stygionympha robertsoni
Stygionympha robertsoni är en fjärilsart som beskrevs av Riley 1932. Stygionympha robertsoni ingår i släktet Stygionympha och familjen praktfjärilar. IUCN kategoriserar arten globalt som livskraftig. Inga underarter finns listade i Catalogue of Life.